# Elżbieta Franke-Cymerman
Elżbieta Franke-Cymerman (10 de marzo de 1940) es una deportista polaca que compitió en esgrima, especialista en la modalidad de florete. Ganó una medalla de bronce en el Campeonato Mundial de Esgrima de 1971 en la prueba por equipos.

## Palmarés internacional
| Campeonato Mundial | Campeonato Mundial | Campeonato Mundial | Campeonato Mundial  |
| Año                | Lugar              | Medalla            | Prueba              |
| ------------------ | ------------------ | ------------------ | ------------------- |
| 1971               | Viena (Austria)    | Medalla de bronce  | Florete por equipos |